# Dora Borissowna Beljawskaja
Dora Borissowna Beljawskaja (russisch Дора Борисовна Белявская; * 1894 in Rylsk; † 1986 in Moskau) war eine russische bzw. sowjetische Gesangspädagogin.

## Leben
Nach dem Abschluss am Mädchengymnasium in Rylsk begann Beljawskaja das Studium am Kiewer Konservatorium in der Pianoforte-Fakultät. Bei Ettore Gandolfi studierte sie Gesang. Infolge der revolutionären Ereignisse vor und nach der Oktoberrevolution konnte sie das Studium nicht abschließen und kehrte nach Rylsk zurück.
Nachdem Beljawskaja bereits in Kiew unterrichtet hatte, arbeitete sie nun in Rylsk als Musiklehrerin an der Schule und  als Schauspielerin am Volkstheater. Am Ende des Bürgerkriegs ging sie 1921 nach Moskau und studierte am Staatlichen Institut für Musikdrama, das das nach Anatoli Lunatscharski benannte Staatliche Institut für Theaterkunst (GITIS) wurde, in der Gesang-Klasse Marija Wladimirowna Wladimirowas mit Abschluss 1933. Sie erhielt Stellenangebote fürs Theater, aber sie blieb am GITIS und lehrte in der Opern-Fakultät.
Während des Deutschen Angriffskriegs gegen die Sowjetunion arbeitete Beljawskaja im blockierten Leningrad mit Opernsängern des Kirow-Opern- und Balletttheaters.
Als nach dem Krieg in das GITIS die Moskauer Glasunow-Theater- und Musikschule eingegliedert und die neue Fakultät für Musiktheater gegründet wurde, kam Beljawskaja 1951 dort an den Lehrstuhl für Vokalistik. Gleichzeitig unterrichtete sie Vokalisten des Bolschoi-Theaters, des Moskauer Kunsttheaters und anderer Moskauer Theater und Studenten der M.-S.- Schtschepkin-Theater-Hochschule des Maly-Theaters. Zu ihren Schülerinnen und Schülern gehörten Jelisaweta Schumskaja, Tatjana Schmyga, Saodat Kabylowa, Chanifa Mawljanowa, Lutfija Kabirowa, Schoista Mullodschanowa, Marina Ladynina, Wladimir Iwanowski, Tamara Miansarowa, Tamara Sinjawskaja, Wjatscheslaw Woinarowski und Lidija Dawydowa. Insgesamt bildete sie 54 Volkskünstler der UdSSR aus.
Beljawskaja starb 1986 in Moskau und wurde auf dem Wagankowoer Friedhof begraben.